# Karine Vanasse
Karine Vanasse es una actriz canadiense nacida el 24 de noviembre de 1983 en Drummondville, Quebec. Es conocida por interpretar a Colette Valois en Pan Am y a Margaux LeMarchal en Revenge.

## Biografía
Vanasse nació en Drummondville, Quebec. Es hija de Conrad Vanasse y Renée Gamache, es la mayor de cuatro hermanos. Reside en Montreal con su pareja Maxime Remillard.

### Carrera
Vanasse ha desarrollado su carrera principalmente en Canadá, en donde ha participado en series tales como Les Débrouillards, 2 Fréres, Un homme mort y Killer Wave; así como en las películas Set Me Free, Games of the Heart y Séraphin: Heart of Stone, que se convirtió en uno hito importante en su carrera.
En 2009, Vanasse produjo y formó parte del elenco de la película Polytechnique, que retrata la Masacre de la Escuela Politécnica de Montreal en 1989. Ganó un Premio Genie por su actuación.
En 2011 fue elegida para interpretar a la auxiliar de vuelo francesa Colette Valois en Pan Am, serie que fue cancelada tras su primera temporada.
En 2013 comenzó un arco argumental de sesenta episodios en la serie de televisión de Quebec 30 Vies. En julio de 2013 fue elegida para interpretar a Margaux LeMarchal de forma recurrente en Revenge. En enero de 2014, Vanasse fue promovida al elenco principal de la cuarta temporada de la serie.

## Filmografía
| Cine       | Cine                          | Cine                | Cine                                              |
| Año        | Película                      | Rol                 | Notas                                             |
| ---------- | ----------------------------- | ------------------- | ------------------------------------------------- |
| 1999       | Le souper                     |                     | Cortometraje                                      |
| 1999       | Set Me Free                   | Hanna               |                                                   |
| 2002       | Games of the Heart            | Alice               |                                                   |
| 2002       | Séraphin: Heart of Stone      | Donalda Laloge      |                                                   |
| 2004       | Head in the Clouds            | Lisette             |                                                   |
| 2006       | Without Her                   | Camille             |                                                   |
| 2006       | October 1970                  | Christine           |                                                   |
| 2007       | My Daughter, My Angel         | Nathalie Dagenais   |                                                   |
| 2009       | Polytechnique                 | Valérie             |                                                   |
| 2009       | Emma Fire                     | Mujer joven         | Cortometraje                                      |
| 2010       | Rhonda's Party                | Amy                 | Cortometraje                                      |
| 2010       | The Child Prodigy             | Camillette Mathieu  |                                                   |
| 2011       | Angle mort                    | Stéphanie           |                                                   |
| 2011       | Midnight in Paris             | Chloe               |                                                   |
| 2011       | French Immersion              | Julie Tremblay      |                                                   |
| 2011       | Switch                        | Sophie Malaterre    |                                                   |
| 2011       | I'm Yours                     | Daphne              |                                                   |
| 2013       | All The Wrong Reasons         | Kate Ascher         |                                                   |
| 2013       | Buddha's Little Finger        | Anna                |                                                   |
| 2013       | En Solitaire                  | Mag                 |                                                   |
| 2014       | X-Men: días del futuro pasado | Enfermera           |                                                   |
| Televisión |                               |                     |                                                   |
| Año        | Título                        | Rol                 | Notas                                             |
| 1999       | 2 frères                      | Lucie Chaput        |                                                   |
| 2001       | Mon meilleur ennemi           | Franny Anderson     |                                                   |
| 2006       | Un homme mort                 | Kim Blanchard       |                                                   |
| 2006       | Marie-Antoinette              | Marie-Antoinette    | Película para televisión                          |
| 2007       | Killer Wave                   | Sophie Marleau      | 2 episodios                                       |
| 2011       | Trauma                        | Fannie Comtois      | 1 episodio                                        |
| 2011       | Pan Am                        | Colette Valois      | Elenco principal                                  |
| 2013       | 30 Vies                       | Maxime Bouchard     | Elenco principal                                  |
| 2013-15    | Revenge                       | Margaux LeMarchal   | Recurrente (temporada 3), Principal (temporada 4) |
| 2017       | Cardinal                      | agente Lise Delorne | Principal (temporada 1)                           |
| 2019       | God Friended Me               | Audrey Grenelle     | Recurrente, temporada 2                           |